# قضیه ارزش حاشیه‌ای

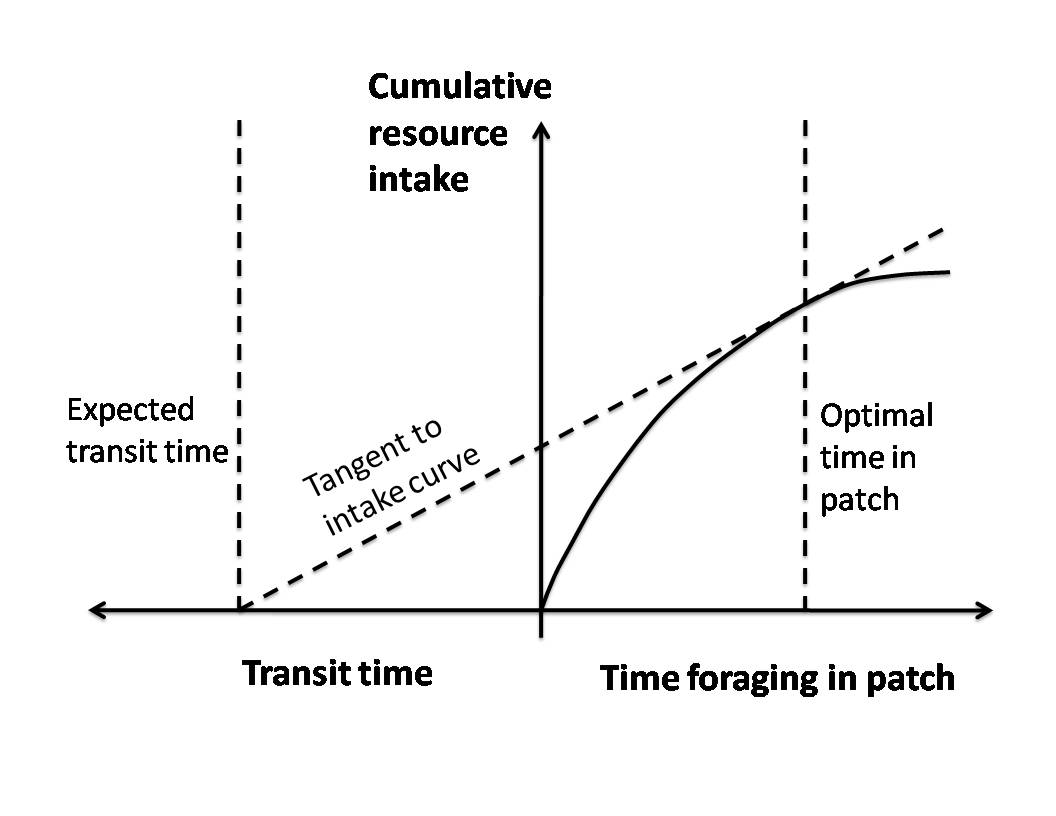
زمان بهینه صرف‌شده در یک لکه توسط مماس منحنی مصرف منابع داده می‌شود که از مقدار زمان انتقال مورد انتظار خارج می‌شود. هر خط دیگری که از منحنی مصرف منابع عبور کند، شیب کمتری دارد و در نتیجه نرخ مصرف منابع کمتر از حد بهینه است.

قضیه ارزش حاشیه‌ای (به انگلیسی: Marginal Value Theorem)، یک مدل بهینه است که معمولاً رفتار یک فرد جستجوگر بهینه را در سیستمی توصیف می‌کند که در آن منابع (اغلب مواد غذایی) در تکه‌های جداگانه قرار دارند که توسط مناطقی بدون منبع از هم جدا شده‌اند. به دلیل فضای خالی از منابع، جانوران باید زمانی را صرف سفر بین تکه‌ها کنند. قضیه ارزش حاشیه‌ای همچنین می‌تواند در موقعیت‌های دیگری که جانداران زنده با بازدهی رو به کاهشی روبرو هستند، نیز اعمال شود.